# Metropolia Bobo-Dioulasso
Metropolia Bobo-Dioulasso – jedna z 3 metropolii kościoła rzymskokatolickiego w Burkinie Faso. Została ustanowiona 5 grudnia 2000.

## Diecezje
- Archidiecezja Bobo-Dioulasso
  - Diecezja Banfora
  - Diecezja Dédougou
  - Diecezja Diébougou
  - Diecezja Gaoua
  - Diecezja Nouna

## Metropolici
- Anselme Titianma Sanon (2000-2010)
- Paul Yembuado Ouédraogo (od 2010)